# Unterwegs (Film)
Unterwegs (Internationaler Titel: En Route) ist ein deutscher Spielfilm von Jan Krüger, der 2003 gedreht wurde.

## Handlung
Benni, Sandra und deren Tochter Jule verbringen den Sommerurlaub auf einem Campingplatz. Dort begegnet sie dem Herumtreiber Marco. Er überredet Benni und Sandra zu einer Fahrt an die polnische Ostsee. Die unbeschwerte Zeit am Meer wird durch eine nächtliche Fahrt auf einem Motorrad von Sandra und Marco jäh beendet. Sandra hat die unausgesprochenen Grenzen überschritten. Die Party anlässlich Jules Geburtstag eskaliert. Aus dem Scherbenhaufen heraus führt Marco Jule in den morgendlichen Wald. Schließlich wird Jule von Sandra und Benni gefunden. Das Ende eines intensiven Sommers.

## Auszeichnungen
- Unterwegs wurde mit dem Tiger Award 2004 auf dem International Film Festival Rotterdam (IFFR) ausgezeichnet.
- Auf dem Berlin & Beyond Film Festival in San Francisco wurde der Film mit dem „Best First Feature“-Preis ausgezeichnet.

## Rezeption
Alexandra Wach beschreibt den Film als düsteres Road Movie. Sie schätzt den frischen, neugierigen Blick auf das Liebes- und Lebensleid heutiger „Thirtysomethings“. Besonders gefällt ihr die zaghafte Sehnsucht nach einem authentischen Leben abseits der lärmenden deutschen Metropolen. Sie lobt, dass die Probleme der Figuren nur angedeutet werden, ohne zwanghaft nach Lösungen zu suchen.
Andreas Wilink erwähnt, dass in Unterwegs der Spielort Polen vielleicht eine Art Sehnsuchtsort darstellt. Zumindest eine Gegenwelt des gesellschaftlich Brüchigen, ökonomisch Unbefestigten, moralisch Quecksilbrigen, gegenüber den deutschen Verhältnissen. Das im Umbruch Begriffene könnte Ausdruck dafür sein, dass sich eine Chance im postkommunistischen Osteuropa erkennen lässt.

## Produktion
Florian Koerner von Gustorf hat mit Schramm Film Berlin, als Koproduktion mit dem ZDF – Das kleine Fernsehspiel im Jahr 2003, in Zusammenarbeit mit Tempus Film (Łódź) produziert. Die deutsche TV-Premiere fand am 9. August 2004 um 0:05 Uhr statt. Der Peripher Filmverleih brachte Unterwegs am 17. Juni 2004 in die deutschen Kinos. Am 30. Juli 2007 kam der Film als DVD heraus. Die restaurierte und digitalisierte Fassung wurde am 8. September 2023 von Salzgeber mit Unterstützung des Förderprogramm Filmerbe in einer VoD-Fassung herausgebracht.